# KV–85
A KV–85 harckocsi a második világháború során kifejlesztett szovjet típus, az egyik válasz a német nehéz harckocsi programra. Alapja a KV–1SZ harckocsi, amelynek tornyát átalakították a 76,2 mm-es helyett 85 mm-es harckocsiágyú hordozására. Neve Kliment Vorosilovra utal. A KV–85-ös csak a legszükségesebb átalakításokkal rendelkezett, már 1943 őszén megjelent a harctereken. Átmeneti típusnak szánták, amíg a teljesen áttervezett, új nehéz harckocsik gyártása beindul. Váltótípusa a ISZ–1 lett, amelyet már 1943 végétől gyártottak.

## Kifejlesztése
A Szovjetunióban már a háború előtt próbáltak 85-90 mm-es lövegeket beépíteni harckocsikba. A KV és a T–28 harckocsik egyes példányait fel is szerelték ilyen lövegekkel, azonban a fejlesztések leálltak amikor Németország megtámadta a Szovjetuniót. 1942 tavaszán három fejlesztőcsoport új tervet javasolt a 85 mm-es lövegre, de ezt a magas költsége miatt elutasították. Amikor 1943-ban megjelent a Tigris és a Párduc harckocsi és bebizonyosodott, hogy a 76,2 mm-es lövegek nem képviselnek velük szemben komoly tűzerőt, feltámasztották a 85 mm-es lövegre szóló projektet. A KV–85 tervét már 1941-ben javasolták a hadvezetésnek, de akkor elutasították. Amikor az új német páncélosok megjelentek, akkor kezdték meg a teszteket. Kettő KV–1SZ és kettő ISZ harckocsit teszteltek. Utóbbiak a KV–13-as prototípuson alapultak. Az  Állami Védelmi Bizottság (GKO) utasította a Központi Tüzérségi Tervezőirodát (CAKB), hogy tesztelje a típusokba szánt lövegeket. A 85 mm-es löveg D–5T és az SZ–31 változatait építették be a négy prototípusnál, végül a jobb harcászati-műszaki jellemzői miatta D–5T-re esett a választás. Az ISZ harckocsik lényegesen jobbak voltak a KV harckocsiknál, azonban gyártásuk még csak akkoriban kezdődött el, ezért eldöntötte a hadvezetés, hogy kell egy köztes megoldás, ami pótolja a hiányt az új ISZ harckocsik megérkezéséig. Zsozef Kotyin ezért azt ajánlotta, hogy a KV–1SZ harckocsikra szereljék fel a löveget és az új tornyot. A hadvezetés ezt a tervet elfogadta habár, a lövegzár nagy mérete miatt a személyzet száma 5-ről 4-re csökkent. Az eredeti KV–1SZ harckcosihoz képest csupán kisebb átalakításokra volt szükség. A nagyobb torony miatt a harckocsi páncéltestének szélességét meg kellett növelni, hogy a nagyobb toronykosárnak helyet biztosítsanak, ez azonban nem sok időt vett igénybe. 1943 szeptemberében elindulhatott a sorozatgyártás a Cseljabinszki Kirov Gyárban, azonban a 9. sz. üzem, amely a D–5T harckocsiágyút gyártotta, nem tudott a lövegből elegendő mennyiséget gyártani. Amikor ez végre sikerült, addigra a T–34/85 és az ISZ–1 már készen állt a sorozatgyártásra, így a KV–85-re már nem volt szükség és a gyártást 1943 novemberében leállították. Ez alatt a rövid gyártási időszak alatt csupán 148 db KV–85 készült. A öntött KV–85 tornya került később az ISZ–1 harckocsikra is.
A harckocsi összesen 3 db 7,62 mm-es DT géppuskát kapott, ebből kettő  a toronyba került, egy a löveg mellé, egy pedig a torony hátuljára. A páncéltesten nem volt nagy változtatás a KV–1SZ harckocsihoz képest, csupán a homlokpáncélt alakították át kismértékben és növelték a vastagságát. A V–2K V12-es dízelmotor szintén a KV–1SZ-ből származott, és mivel tömege is csak kismértékben növekedett, így nehéz harckocsihoz képest elegendő mozgékonyságot biztosított számára, bár manőverező képessége nem volt kitűnő. A hatótávolsága azonban megfelelően nagy volt, így nem szorult gyakori utántöltésre. A harckocsit kezdetben 9 R és 10 R típusú rádióval is felszerelték, azonban ezeket később kiszerelték, hogy még több hely legyen a lőszereknek.

## Alkalmazása
A harcokban bebizonyosodott, hogy kis és közepes távolságból a 85 mm-es löveg tényleg halálos fenyegetést képvisel a Tigris és Párduc harckocsikra, de mivel a KV–85 nagy, lassú és kicsit rosszul manőverezhető volt ezért ő is könnyen prédává válhatott, bár a vastag páncél néhány esetben ellen tudott állni a német lövegek erejének. 1943 novemberében Ukrajnában vívott harc alkalmával a 34. gárda nehézpáncélos áttörő ezredet a német Panzer IV és Marder II páncélvadászok 20 db KV–85 egyharmadának kilövése után visszaverték bár a terep a németeknek kedvezett. A másnap indított német ellentámadást a szovjetek saját veszteség nélkül verték vissza. Egyesek szerint Magyarországon is bevetésre került pár példány. A Konrad hadműveletben a Rácalmás melletti Galambospusztát védő német 24/I. Páncéloshadosztály az egyik összecsapás alkalmával két SZU–85 és négy páncéltörő ágyú megsemmisítése mellett 3 harckocsi kilövését jelentette ebből kettő állítólag KV–85 volt. Mivel 3 db géppuskával is ellátták ezért a gyalogság ellen hatékonyan tudott fellépni és mivel az egyik géppuska a torony hátuljába került ezért a torony megfordítása nélkül is tudott védekezni a hátulról támadó gyalogsággal szemben. Mivel mozgékonysága nem volt jó, ezért többnyire védekezésre használták, de gyalogsági támogató harckocsiként is bevetették. A KV–85 ha nem is nagy számban, de végigharcolta a háborút, és ha a csatákra nem is gyakorolt nagy hatást a szovjet harckocsifejlesztés egyik mérföldköve ami KV és az ISZ harckocsik közti átmenetnek tekinthető.